# 갈망 (1968년 영화)
"갈망"은 1968년 공개된 대한민국의 영화이다.

## 배역
- 신성일
- 김지미
- 최남현
- 주증녀
- 강미애
- 황정순
- 김희갑
- 이낙훈
- 이빈화
- 조덕성
- 김웅
- 지방열